# Siedlung Alfredshof

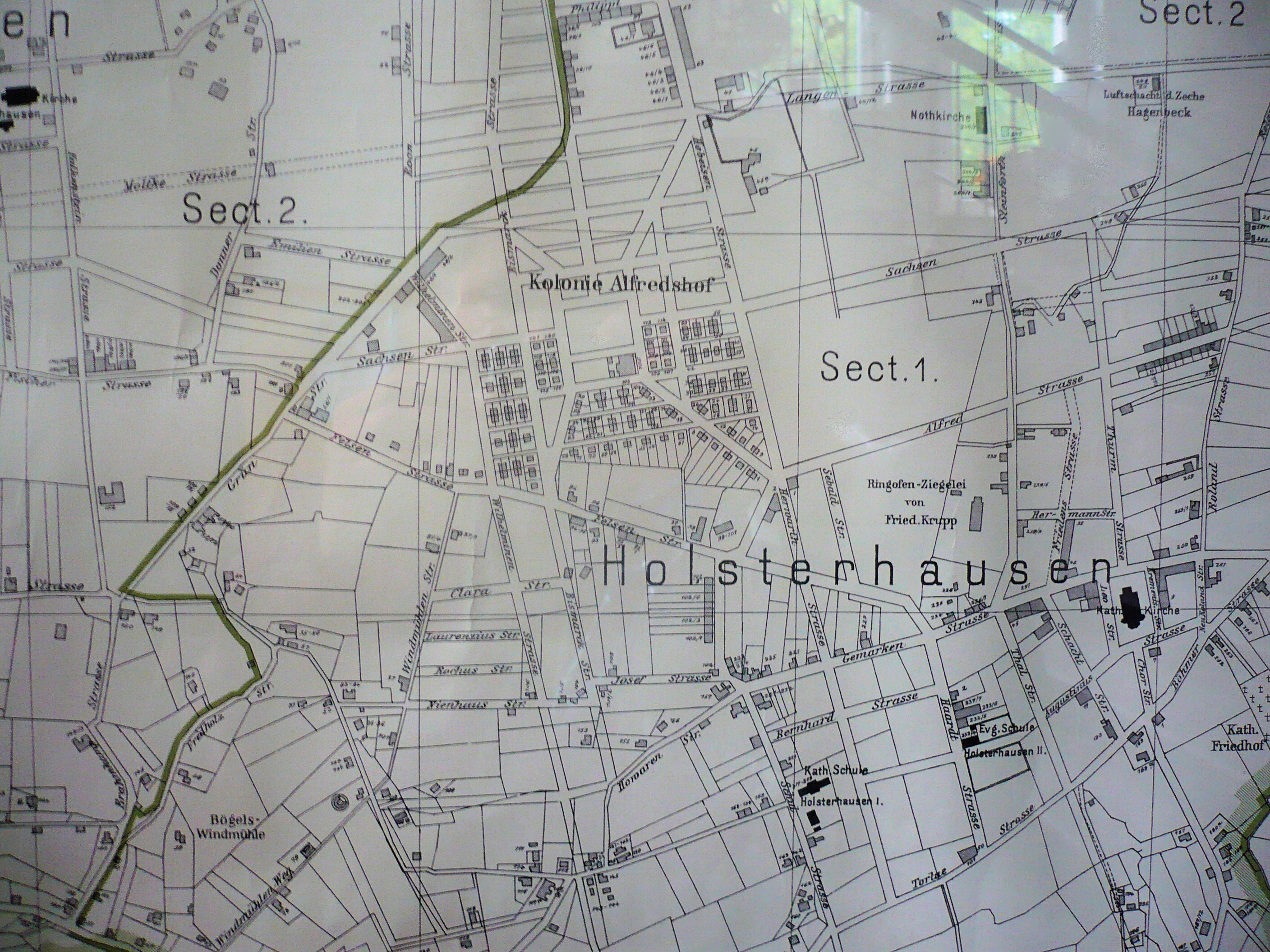
Die Kolonie Alfredshof auf einer Übersichtskarte aus dem Jahre 1898 im Maßstab 1:5000, herausgegeben von der Bürgermeisterei Altendorf, zu der Holsterhausen bis 1901 gehörte

Die Siedlung Alfredshof, benannt nach Alfred Krupp, ist eine in Teilen erhaltene Arbeitersiedlung der Firma Krupp im Essener Stadtteil Holsterhausen.

## Geschichte
Die Planungen einer Siedlung begannen 1891, zeitgleich mit denen zum Bau der Siedlung Altenhof in Rüttenscheid. Damit griff Friedrich Alfred Krupp (1854–1902) den kruppschen Wohnungsbau wieder auf, der unter seinem Vater Alfred Krupp (1812–1887) um 1860 begann und aus Finanznot 1874 eingestellt wurde. Alfred Krupp ließ unter anderem die Arbeiterkolonie Westend und die Arbeiterkolonie Kronenberg errichten. Noch vor der Präsentation eines Projektes zum Altenhof wurden zwei Projekte für die zu dieser Zeit noch namenlose Siedlung Alfredshof veröffentlicht, beide nannten das Projekt zunächst Kolonie Holsterhausen. Zuerst wurden 1891 Siedlungspläne in der kruppschen Publikation Wohlfahrtseinrichtungen der Kruppwerke in Essen veröffentlicht, 1892 folgte eine Veröffentlichung bei Gussmann.
Der Alfredshof wurde schließlich zwischen 1893 und 1918 in verschiedenen Bauphasen errichtet, wobei insgesamt rund 1.700 Mietwohnungen entstanden. Der Leiter des kruppschen Baubüros, Robert Schmohl, war Architekt des Alfredshofes, der größten Essener Krupp-Siedlung aus der Zeit vor dem Zweiten Weltkrieg. Namensgeber war Alfred Krupp.
1893 bis 1899 wurde der erste Teil des Alfredshofes errichtet. Er befand sich zwischen der Münchener Straße und der Keplerstraße, beiderseits der heutigen A 40, an deren Stelle damals die Kruppstraße verlief. So konnten die Arbeiter und Bewohner der Siedlung fußläufig die nordöstlich gelegenen kruppschen Fabriken, wie beispielsweise die spätere Widia an der Münchener Straße, erreichen. Man erbaute Ein- bis Vierfamilienhäuser nach dem Vorbild englischer Gartenstädte, ähnlich der Siedlung Altenhof. Der Unterschied zum entfernten Altenhof bestand darin, dass dort nicht mehr aktive, also pensionierte Krupp-Arbeiter untergebracht waren. Dieser erste Siedlungsabschnitt des Alfredshofes wurde im Zweiten Weltkrieg vollständig zerstört.
Nach 1907 wurde der Alfredshof aus Platzgründen um großstädtische Wohnanlagen ergänzt: bis zu dreigeschossige Wohnblocks mit begrünten Innenhöfen, die als Spielplatz und Treffpunkt der Bewohner genutzt wurden. Hinzu kam eine zentrale Parkanlage. Die Familie Krupp schenkte der evangelischen Kirchengemeinde 1908 ein Grundstück an der Planckstraße, das sich zwischen den gerade im Bau befindlichen Häusern befand. Nach Entwürfen des Architekten Carl Nordmann wurde hier in den Jahren 1910 und 1911 das Wichernhaus, eine Gottesdienststätte, auch als Mehrzweckgebäude genutzt, errichtet.
In der Siedlung Alfredshof gab es ursprünglich eine häuserweiser Nummerierung. Zum 9. Oktober 1914 erhielten die einzelnen Straßen und Plätze offizielle Benennungen, so dass eine straßenweise Nummerierung der Häuser eingeführt wurde. Mehrere Straßen sind durch Wiederaufbau nach dem Zweiten Weltkrieg und Ausbau der ehemaligen Kruppstraße zur Bundesautobahn 40 nicht mehr vorhanden, darunter die Bessemer-, die Dünkelberg-, die Fitting-, die Großstraße und der Simsonplatz. Andere Straßen haben ihren Verlauf geändert, darunter die Asthöwer- und die Adolf-Schmidt-Straße. In der Zeit des Nationalsozialismus wurden die Simsonstraße und der Simsonplatz in Gustloffstraße bzw. Gustloffplatz umbenannt (nach Wilhelm Gustloff, Nationalsozialist und Landesgruppenleiter der NSDAP-Auslandsorganisation in der Schweiz).
Die Ausstattung der Wohnhäuser im Alfredshof war der Zeit entsprechend vorbildlich. Die Hauseingänge der Doppelhäuser legte man auf die jeweils gegenüberliegenden Seiten des Hauses, um die Eigenständigkeit der Wohnungen hervorzuheben. Es wurden spezielle, in Serie herstellbare, erschwingliche Möbel entwickelt. So waren sie funktional, geradlinig, robust und ohne Furnier.
Das komplette Gebiet des Alfredshofes erlitt im Zweiten Weltkrieg schwerste Zerstörungen, sodass er zum größten zusammenhängenden Wiederaufbaugebiet in der Region wurde. Als einziges geschlossenes Viertel blieb der Simson-Block an der Keplerstraße/Ecke Simsonstraße übrig. In den späten 1950er-Jahren wurde die Krupp-Siedlung Alfredspark gebaut, die sich durch ihren Stil der Einheitlichkeit vom Alfredshof distanziert.

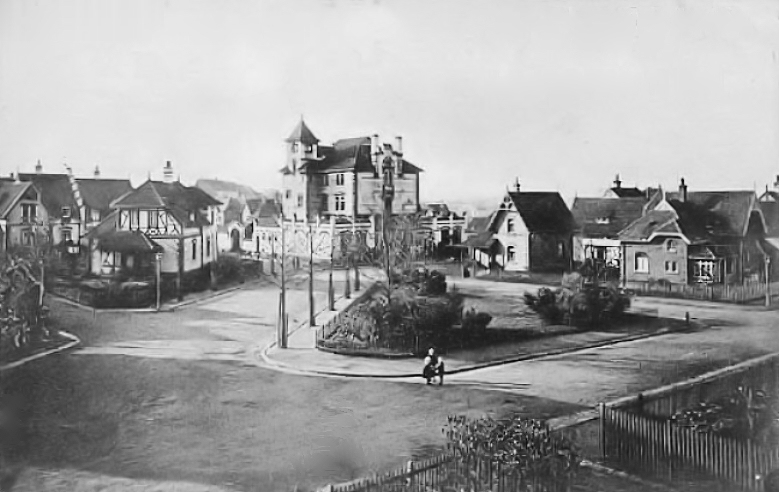
Teil des Alfredshofes um 1915
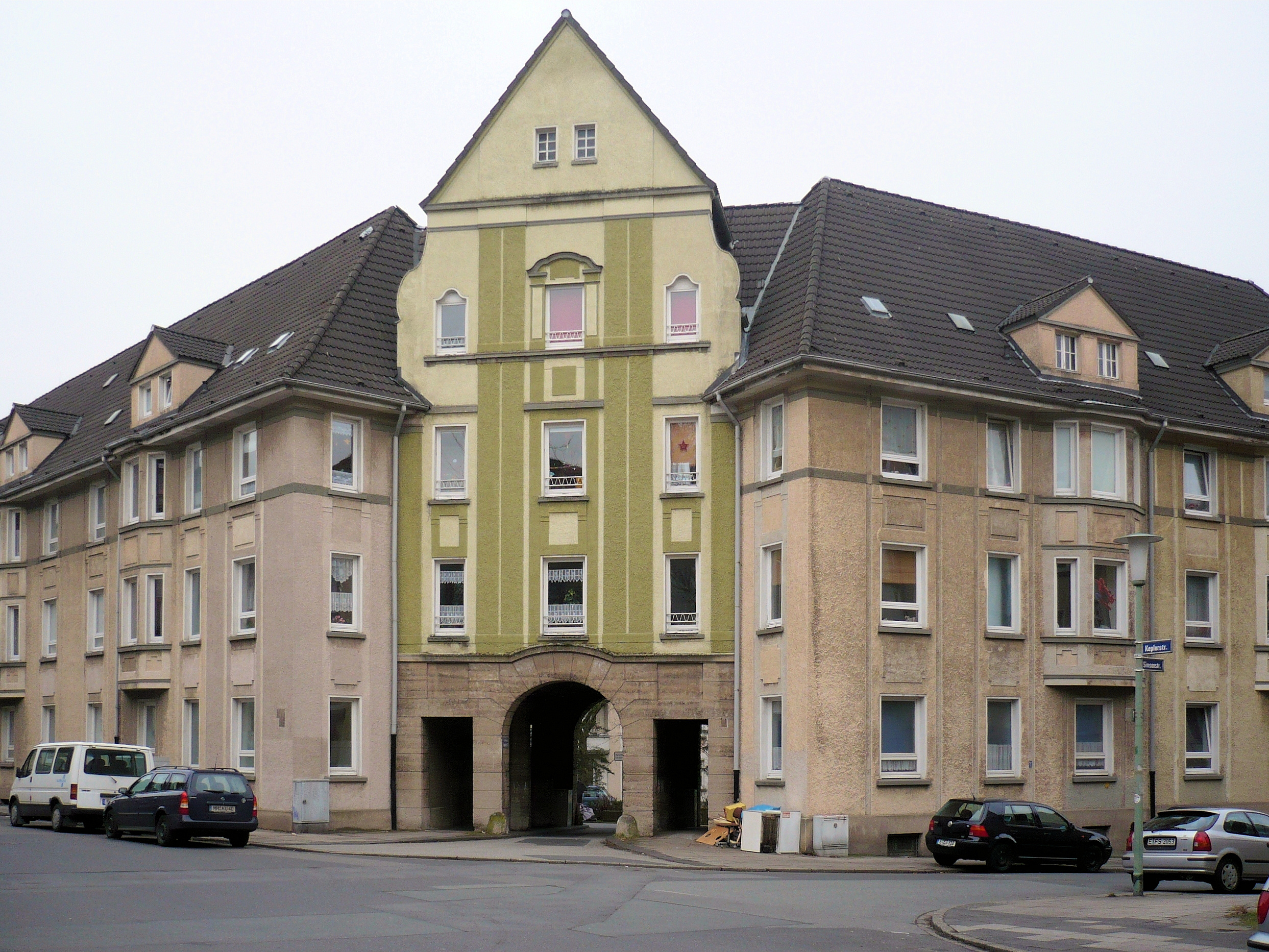
Simson-Block an der Keplerstraße/Ecke Simsonstraße als einzig erhaltenes geschlossenes Viertel (2009)
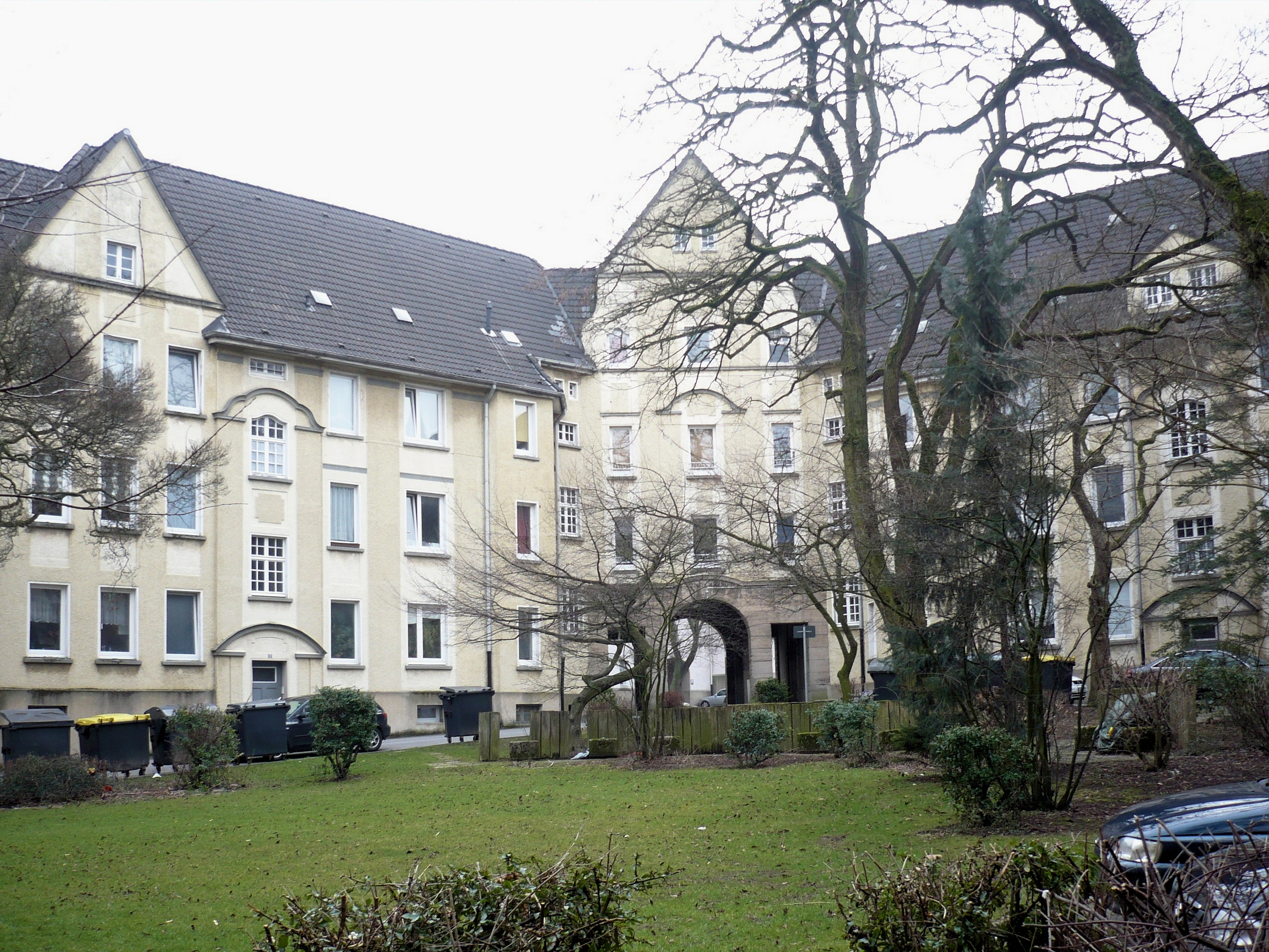
Simson-Block Innenhof (2009)